# Randstad Deutschland
Randstad Deutschland (ehemals Randstad Zeit-Arbeit) ist ein seit 1968 aktiver Personaldienstleister und gehört zur niederländischen Randstad N.V.

## Unternehmensgeschichte
1960 gründete Fritz J. D. Goldschmeding in Amsterdam das Unternehmen Randstad – damals unter dem Gründungsnamen Uitzendbureau Amstelveen.
In Deutschland wurde das erste Büro von Randstad Zeit-Arbeit 1968 in Düsseldorf eröffnet und im selben Jahr auch ein Büro in Frankfurt am Main. Ein Jahr später folgten die Eröffnungen von Büros in Köln, Nürnberg, Stuttgart und München.
1988 erreichte Randstad Zeit-Arbeit die Umsatzschwelle von 100 Mio. DM (51 Mio. €). Mit der Eröffnung der Leipziger Niederlassung im Jahre 1995 war das Unternehmen erstmals auch in den neuen Bundesländern vertreten.
1999 wies die Lünendonk Studie die Randstad Organisation für Zeit-Arbeit GmbH mit 464 Mio. DM (237 Mio. €) erstmals als Nr. 1 der Zeitarbeitsunternehmen und somit Marktführer in Deutschland aus.
2000 fusionierten Randstad Zeit-Arbeit und time power zu Randstad Deutschland. 2006 übernahm die Randstad Gruppe Deutschland die Unternehmen der Bindan-Gruppe (Bremen/Halle) mit über 90 Niederlassungen. 2007 übernahm die Randstad Gruppe Deutschland das deutsche Leiharbeitsunternehmen Team BS Betriebs-Service GmbH mit 36 Niederlassungen, welches 2011 in Tempo Team umbenannt wurde. 2008 wurde der niederländische Konzern Vedior übernommen.
2009 wurden die Unternehmen Bindan und Vedior komplett in die Randstad Gruppe Deutschland integriert. Mit der Aufnahme der GULP Information Services GmbH als Teil von Vedior in die Randstad Gruppe Deutschland nahm das Unternehmen neben Zeitarbeit, Dienst- und Werkverträgen auch Freelancing mit in das Portfolio auf. Die schon 1996 gegründete Online-Plattform gulp.de war zu Beginn eine reine Kontaktbörse, entwickelte sich dann aber zum IT-Personaldienstleister.
2008 wurde ein Zusammenschluss aus der Teccon Gesellschaft für Konstruktion und Ingenieurtechnik und der Yacht Deutschland GmbH unter dem Namen Yacht Teccon übernommen. 2012 erfolgte die Umbenennung in Randstad Professionals. Ab 2016 firmierte dieser Unternehmensteil, gemeinsam mit der bisherigen GULP Information Services GmbH als GULP Solution Services.
Im Juli 2024 fand eine generelle Neuausrichtung der Spezialisierungen und Marken von Randstad statt. Das Unternehmen tritt seither weltweit mit diesen Marken auf: Randstad Operational, Randstad Professional, Randstad Digital, Randstad Enterprise. Für Randstad Deutschland bedeutete dies, dass die Marke Tempo-Team ab Juli 2024 in Randstad Operational überging. Die Unternehmen GULP Information Services und GULP Solution Services treten seit Juli 2024 als Randstad Professional bzw. Randstad Professional Solutions auf.

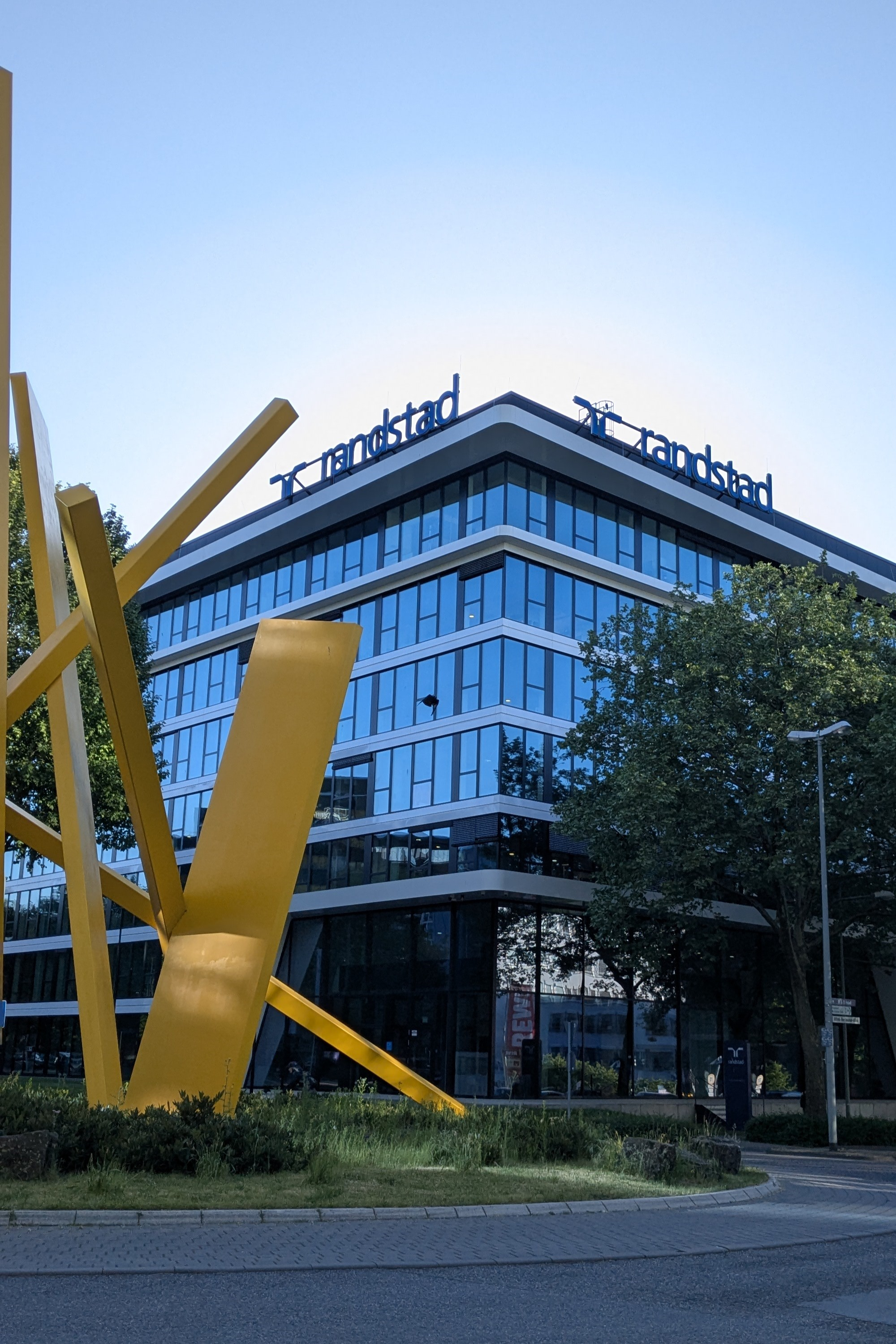
Hauptsitz von Randstad Deutschland in Eschborn

## Unternehmensstruktur
Zur deutschen Randstad-Gruppe gehören neben den Unternehmen Randstad Deutschland GmbH & Co KG auch die Unternehmen Tempo Team, Gulp, Monster, twago, Randstad Sourceright, Randstad Outsourcing GmbH sowie Randstad Automotive Solutions, Randstad Financial Services und Randstad RiseSmart.

## Betriebsrat und Tarifvertrag
1970 wurden bei Randstad (damals noch Randstad Zeit-Arbeit) erstmals Betriebsräte gewählt. Seit 1998 verfügt Randstad als einziges Unternehmen in der Zeitarbeitsbranche über einen bundesweit flächendeckenden Betriebsrat.
Randstad Deutschland schloss im Jahr 2000 mit der DAG und der ÖTV einen bundesweiten Tarifvertrag für die überbetrieblichen Mitarbeiter ab, welcher ein Jahr später auf ver.di als Rechtsnachfolger der beiden oben genannten Gewerkschaften überging. Ein Jahr später schloss Randstad mit ver.di, als Rechtsnachfolger der beiden oben genannten Gewerkschaften, einen bundesweiten Tarifvertrag. 2003 diente dieser als Grundlage für die Entwicklung der tariflichen Neuerungen, die seit Januar 2004 in der gesamten Zeitarbeitsbranche gelten.
Randstad selbst hat sich in der Folge dem Branchentarifverband zwischen BZA (Bundesverband Zeitarbeit Personal-Dienstleistungen) und DGB (Deutscher Gewerkschaftsbund) angeschlossen. Durch Fusionen ging der BZA erst in den BAP (Bundesarbeitgeberverband der Personaldienstleister) und letztlich in den GVP (Gesamtverband der Personaldienstleister) über. Seither gelten für Zeitarbeitnehmer bei Randstad die zwischen GVP und Deutschem Gewerkschaftsbund (DGB) verhandelten Tarifverträge.

## Weiterbildung
Die Weiterbildung innerhalb des Unternehmens unterliegt der Randstad Akademie. Laut unternehmenseigener Angabe sind die Ziele dabei:
- Erkennen von Markttrends und Entwicklung innovativer, arbeitsmarktnaher Qualifizierungen
- Ausbau der bedarfsorientierten und zielgruppenspezifischen Aus- und Weiterbildung
- Aktive Unterstützung bei der Aufrechterhaltung und Aktualisierung von Qualifikationen und Kenntnissen der Randstad-Mitarbeiter
- Koordination und zentrale Steuerung aller Aktivitäten im Bereich Aus- und Weiterbildung

## Gesellschaftliches Engagement
Randstad betätigt sich im Bereich Corporate Social Responsibility. Nach eigenen Aussagen engagiert sich das Unternehmen in Vereinen und Verbänden, die Diversität, Chancengleichheit, Nachhaltigkeit und Integration in den Arbeitsmarkt fördern. Randstad unterstützt das ehrenamtliche Engagement seiner Mitarbeitenden und hat einen Sozialfonds eingerichtet, der Mitarbeitenden in persönlichen Notlagen finanzielle Unterstützungsleistungen unterbreitet.
Randstad ist gelistet im Dow Jones Sustainability Index, der die führenden börsennotierten Unternehmen in Sachen Nachhaltigkeit jeder Branche beinhaltet.
Randstad ist Mitglied der Initiative Science Based Targets und hat sich weltweit verpflichtet, bis 2050 NetZero zu erlangen. In Deutschland soll dieses Ziel bis 2038 realisiert werden.
Im Jahr 2005 hat das Unternehmen die Randstad Stiftung gegründet, die sich nach eigenen Angaben schwerpunktmäßig „fördernd für eine nachhaltige Weiterentwicklung der Lern- und Arbeitswelt in Deutschland“ einsetzt. Im Jahr 2025 wurde angekündigt, dass die Stiftung ihre Arbeit einstellt.

## Kontroversen
Im Jahr 2011 wurde Randstad in der Sendung Monitor (ARD) vom 24. November für den Umgang mit Arbeitszeitkonten kritisiert. Randstad habe damals, entgegen dem § 11 Abs. 4 Arbeitnehmerüberlassungsgesetz, das Risiko einsatzfreier Zeiten auf Mitarbeiter abgewälzt.
Randstad wird als Marktführer medial regelmäßig genannt, im Zusammenhang mit Kritik Leiharbeitsunternehmen allgemein. Diese kommt etwa von Erwerbsloseninitiativen und Gewerkschaften. Auch der Vorwurf des Poolings wird gegenüber Randstad geäußert. Pooling ist das Sammeln von Bewerberprofilen, ohne konkrete Stellenangebote zu haben. Dies wird vor allem von Datenschutzbeauftragten kritisiert.
Der Name Randstad taucht regelmäßig im Zusammenhang mit Phishing und Betrugsversuchen auf. Kriminelle missbrauchen dabei den Namen des Unternehmens um, unter Vorspiegelung falscher Tatsachen, an Daten oder Geld der Opfer zu kommen.